# ODEK Orżew
ODEK Orżew (ukr. Футбольний клуб «ОДЕК» Оржів, Futbolnyj Kłub "ODEK" Orżiw)  – ukraiński klub piłkarski z siedzibą w Orżewie, w obwodzie rówieńskim.

## Historia
Chronologia nazw:
- 1972—1983: Derewoobrobnyk Orżew (ukr. «Деревообробник» Оржів)
- 1983—1998: Fakeł Orżew (ukr. «Факел» Оржів)
- 2001—...: ODEK Orżew (ukr. «ОДЕК» Оржів)

Drużyna piłkarska Derewoobrobnyk została założona w miejscowości Orżew w 1972 i reprezentowała miejscowy zakład obróbki drewna.
Występował w rozgrywkach mistrzostw i Pucharu obwodu rówieńskiego. W latach 1979 i 1982 zdobył mistrzostwo rejonu rówieńskiego. W 1983 zmienił nazwę na Fakeł Orżew. W sezonie 1993/94 zdobył brązowe medale w 2 lidze mistrzostw obwodu, potem z przyczyn finansowych klub został rozwiązany.
Dopiero w 2001 klub został reaktywowany. Przyjął nazwę ODEK Orżew od nazwy właściciela - miejscowego zakładu obróbki drewna o identycznej nazwie "ODEK". W tymże roku klub startował w rozgrywkach 2 ligi obwodu rówieńskiego i zajął 3 miejsce. Również zdobył Puchar obwodu. Od 2002 klub występuje w pierwszej lidze mistrzostw obwodu, zdobywając co roku tytuły.
W latach 2002–2009 klub brał udział w rozgrywkach Pucharu Ukrainy spośród drużyn amatorskich, a w 2004, 2005 i od 2007 w Mistrzostwach Ukrainy spośród drużyn amatorskich.
Równoległe zespół występuje w rozgrywkach mistrzostw i Pucharu obwodu rówieńskiego.

## Sukcesy
- Amatorska Liga:
  - brązowy medalista: 2005, 2010
- Puchar Ukrainy spośród drużyn amatorskich:
  - finalista: 2003
- Mistrzostwo obwodu rówieńskiego:
  - mistrz (6x): 2002, 2003, 2004, 2006, 2007, 2008
  - wicemistrz (1x): 2010
  - brązowy medalista (2x): 2005, 2009
- Puchar obwodu rówieńskiego:
  - zdobywca (7x): 2001, 2003, 2004, 2006, 2007, 2009, 2010
  - finalista (4x): 2002, 2005, 2008, 2011

## Inne
- Weres Równe